# Poslije svega
Poslije svega je šesti studijski album sastava Novi fosili i prvi album s novom pjevačicom Sanjom Doležal.

## Popis pjesama
A strana
1. "Nije istina" - 2:39
(Rajko Dujmić, Zrinko Tutić, Rajko Dujmić i Vladimir Kočiš)
2. "Bilo mi je prvi put" - 3:18
(Rajko Dujmić, Zrinko Tutić, Rajko Dujmić)
3. "Šu-šu" - 3:22
(Rajko Dujmić, Mario Mihaljević, Rajko Dujmić i Vladimir Kočiš)
4. "Neveni žuti, žuti" - 4:12
(Rajko Dujmić, Momčilo Popadić, Rajko Dujmić)
5. "Moj prijatelj Anu ljubi" - 3:21
(Rajko Dujmić, Dea Volarić i Mario Mihaljević, Rajko Dujmić i Vladimir Kočiš)

B strana
1. "Pazi da ne nazebeš" - 3:29
(Rajko Dujmić, Momčilo Popadić, Rajko Dujmić i Vladimir Kočiš)
2. "Radije budi mi brat" - 3:00
(Rajko Dujmić, Neven Antičević, Rajko Dujmić)
3. "Milena" - 3:44
(Rajko Dujmić, Zrinko Tutić, Rajko Dujmić)
4. "Noćas umiru stare ljubavi" - 3:11
(Rajko Dujmić, Zrinko Tutić, Rajko Dujmić i Vladimir Kočiš)
5. "Poslije svega" - 4:25
(Rajko Dujmić, Momčilo Popadić, Rajko Dujmić)